# ریوایچی یوکویاما
ریوایچی یوکویاما (انگلیسی: Ryūichi Yokoyama; ۱۷ مهٔ ۱۹۰۹ – ۸ نوامبر ۲۰۰۱) کارگردان فیلم، فیلم‌نامه‌نویس، فیلم‌بردار، تدوین‌گر، مانگاکا، و پویانما اهل ژاپن بود.
وی همچنین برندهٔ جوایزی همچون شخصیت دارای شایستگی فرهنگی شده‌است.